# Henri Martin (déporté du travail résistant)
Manuel Henri Martin est un Déporté du travail et résistant français, exécuté par les Nazis en août 1944, à 22 ans. Il est connu en particulier pour la lettre d'adieu écrite à ses parents avant son exécution.

## Biographie

### Origines familiales
Manuel Henri Martin naît le 14 janvier 1922 à Moux, village audois entre Carcassonne et Lézignan. Il est le fils d’Éloi Martín et de Félicie de la Fuenté, tous deux natifs de Mombeltrán (Castille-et-León, Espagne), émigrés espagnols installés à Moux. Il est le troisième enfant d’une fratrie de six. Son prénom usuel est son deuxième prénom, Henri.
L’ensemble des membres de la famille acquiert la nationalité française en 1927.

### Cantonnier à la SNCF
Après avoir travaillé quelques mois comme entonneur chez un négociant en vins de Moux, Henri est embauché par la S.N.C.F. en avril 1941 au poste de cantonnier auxiliaire et affecté à la gare de Moux. La gare de Moux est alors un nœud ferroviaire, situé sur la ligne de Bordeaux à Sète et relié à Caunes-Minervois, et compte 32 salariés. 
Entre mars 1942 et octobre 1942 il doit interrompre son travail à la S.N.C.F. pour effectuer son Chantier de Jeunesse, qui remplace alors le Service Militaire.

### Service de travail obligatoire et résistance
Henri est réquisitionné pour le Service du travail obligatoire, institué par le gouvernement pétainiste par la loi du 16 février 1943 et visant dans un premier temps les jeunes nés de 1920 à 1922. Il quitte Moux le 22 juin 1943 et est contraint de travailler comme cheminot pour la Deutsche Reichsbahn à la gare de Seddin située à Neuseddin, à 40 km au sud-ouest de Berlin.
Avec d’autres travailleurs déportés français, Pierre Level de Nancy, Jérôme Pardo d’Albi (Tarn) et Pierre Pujols de Barsac (Gironde), il contribue à l’évasion de prisonniers de guerre français. Il héberge des prisonniers et leur permet de monter dans des wagons plombés en replombant les portes après les y avoir introduits. Cette filière a permis l’évasion d’environ 300 prisonniers, provenant principalement du Stalag III-A, situé à Luckenwalde, à 30 km de la gare de Seddin.
Henri refuse lui-même de s’évader, préférant donner la priorité à son frère, prisonnier de guerre.

### Arrestation, jugement et exécution
À la suite d'une dénonciation, Henri Martin, Pierre Level, Jérôme Pardo et Pierre Pujols sont arrêtés par la police allemande le 19 octobre 1943. Ils sont torturés et écroués à la prison de Potsdam. Pendant 8 mois, sous régime de rigueur, ils ne reçoivent chaque jour que 100 g de pain et un demi-litre d’eau.
Ils comparaissent devant un tribunal militaire allemand à Berlin le 19 juin 1944, en présence d’une commission d’officiers français comprenant deux commandants et deux lieutenants. Au cours du jugement, Henri Martin revendique pour lui seul la responsabilité des évasions. Reconnu personnellement coupable de l’évasion de 50 à 60 prisonniers, il est condamné à mort,. Ses trois camarades sont, eux, condamnés à des peines de prison : à perpétuité pour Pierre Level, 5 ans pour Jérôme Pardo et 3 ans pour Pierre Pujols.
Après lecture du verdict, ils sont internés à la prison de Berlin-Moabit.
Henri Martin est transféré à la prison de Brandebourg-Görden (située à Brandebourg-sur-la-Havel) le 14 août 1944, où il est exécuté le jour même, par décapitation, à 12h12,.
Ses trois camarades resteront internés jusqu'à leur libération par les Russes en 1945 et leur prise en charge par le Croix Rouge. Ils rentreront ensuite en France.

## Lettre d'adieu
Retranscription de la lettre écrite par Henri Martin à son frère le 14 août 1944, avant son exécution :
Brandenburg, le 14 août 1944
Bien cher frérot : c'est aujourd'hui que je pars pour l'autre monde. On vient de m'annoncer ça, c'est pour 11 heures. Pour un lundi, c'est réussi. Si j'écris mal, ne crois pas que c'est la mort qui fait trembler ma main. C'est qu'ils ont eu la gentillesse de me laisser les menottes. À l'heure qu'il est, c'est-à-dire à peu près 10 heures, je n'ai pas peur, malgré que ma dernière heure soit proche. Car cette fin, je l'entrevois un peu comme une délivrance. Car depuis dix mois que je suis enfermé, j'ai appris à connaître ce qu'est la vie ici-bas. Aussi, ça sera presque sans regret que je quitterai pour toujours la terre. Le seul regret à qui je ne veux pas trop penser. C'est vous tous la famille. Papa, maman surtout, ainsi que vous tous frères et sœurs.
Quand tout cela sera terminé, que tu reviendras chez nous, cher Clément, ta présence bouchera le trou que je creuserai. Je suis heureux tout de même d'avoir un remplaçant dont le petit Henri-Clément Barrau. Faites comme s'il était venu au monde pour me remplacer. Que ma chère maman l'aime comme si c'était moi. Mais j'espère qu'il sera plus sage que moi et ne fera pas inquiéter sa mère et toute sa famille comme moi j'ai fait.
À toi Thérèse, je t’en remercie infiniment et tu ne peux pas comprendre tout le plaisir que tu m'as fait en pensant à moi. Aussi, d'ici même, j'embrasse de tout mon cœur ton fils ainsi que toute ta famille.
Pour mes dernières volontés, voici. Je ne veux pas que vous vous en fassiez pour moi. Car je ne le mérite pas et surtout cela ne me ferait pas revenir. Aussi, s'il y a du bon, prenez-le et ne pensez plus à moi. L'argent que j'ai à la Poste, je le cède à papa et à maman quand ils seront plus vieux. Je veux leur payer comme ça tout ce que je leur ai fait souffrir. Je voudrais que Félicie fasse un heureux mariage avec Baichette. Que vous soyez tous heureux et surtout que vous preniez bien du plaisir : ne faites pas comme moi qui n'ai pas su en profiter. Que mon souvenir ne vous arrête pas, au contraire qu'il vous encourage. Ce que je voudrais de mieux, c'est que jamais vous n'abandonniez papa ni maman. Que vous restiez toujours unis comme vous l'avez été tout le temps. Que ma pensée vous tienne tous unis autour de nos parents. Je sais que vous êtes tous de bons fils et de bons frères et sur ce sujet je suis tranquille.
Je sais par une lettre de Félicie que Papa est bien malade. J'ai beaucoup prié pour lui et espère le rejoindre là-haut. J'ai à vous dire que je meurs en chrétien et en croyant. J’ai confessé trois fois et reçu de même l'absolution. J'espère que cela vous fera plaisir. Je termine car l'heure approche.
Je vous envoie mes derniers et nombreux baisers à vous tous. Ma dernière pensée sera pour vous tous. Je n'oublie personne et plus particulièrement ma chère maman qui j'espère sera courageuse. Votre fils et frère qui saura mourir avec courage.
Bien des choses à tous les camarades et amis ainsi qu'à tous ceux qui me connaissent. Maman me l'avais toujours bien dit que je devais mourir vêtu. Pour toi Clément, va chercher mes affaires au camp.
Encore bien d'embrassades et à vous tous mes dernières pensées.
Henri Martin
Achevé à 10 1/2
Toujours courageux et brave en vrai Martin
Cette lettre d’Henri Martin a été jointe à celle de Guy Môquet par l’Académie de Montpellier lors de la journée de « Commémoration du souvenir » du 22 octobre 2007, pour être lue aux élèves.

## Témoignages de prisonniers évadés
Des prisonniers ayant pu s'évader grâce à l'aide d'Henri Martin ont témoigné après-guerre de son action de résistant et de son courage.

Témoignage de Henri Guérin :
(...) je connais sa vie (...) dans les camps de New Seddin où nous avons vécu, lui dans son camp de S.T.O. et moi dans mon Commando disciplinaire. Nous nous aidions mutuellement pour le ravitaillement qui était bien médiocre. Nous parlions souvent des nombreuses évasions qu'il a fait seul, souvent passant ses nuits à chercher des wagons pour embarquer des prisonniers et S.T.O. qui venaient de Berlin ou d'ailleurs car ce cher Henri était très connu pour ces exploits sans pareil, il n'a pas ménagé sa vie ce beau garçon de vingt ans, franc et loyal et d'un pur patriotisme car lui ce qu'il a fait il l'a fait de tout cœur et non par intérêt que d'autres savaient profiter dans le malheur, car (...) ceux qui comme moi ont vécu des années en exil savent apprécier ce que c'est de retrouver la liberté et pour ça il n'y a pas de prix. Lui aussi ce cher Henri voulait s'évader mais son grand cœur lui dictait toujours de faire partir des prisonniers qui depuis des années attendaient ce jour de libération, "l'arrivée en France".
Souvent il me disait : "J'entends 12 balles qui me sifflent aux oreilles", mais le courage ne le quittait pas, le soir de nouveaux évadés l'attendaient dans le bois qui longe la gare de marchandise, il s'habillait en cheminot prenait ses pinces et ses plombs et partait courageusement à la recherche de wagons partant pour la France comme si c'était pour lui un devoir sacré à accomplir car chaque fois il bravait la mort et les évadés attendaient avec confiance le signal convenu, qui était "La Madelon" sifflée qui s'élevait dans la nuit chaude ou glacée, à ce moment le cœur des hommes battait bien fort dans leur poitrine car c'était la liberté qui s'ouvrait devant eux car avec ce cher Henri ils avaient toutes les chances de réussir. Je lui ai connu aucune défaite jusqu'au moment de mon embarquement qui a été fait dans la nuit du 9 au 10 octobre 1943 avec sept de mes camarades, car il n'y allait pas doucement, il aurait voulu embarquer tous les prisonniers, il faisait quelquefois deux wagons par nuit. (...)
Témoignage de Pierre Fougère :
Je soussigné FOUGERE Pierre, Sous lieutenant au 3e Régiment d'Infanterie Alpine à Briançon, ex prisonnier de guerre au STALAG III A à Luckenwald, Allemagne, déclare avoir été aidé dans mon évasion par Monsieur Henri MARTIN S.T.O. au Kommando de la gare de Seddin où il travaillait alors déplombant les wagons à destination de la France, nous y faisant introduire et remettant les plombs derrière nous, ceci en courant les plus grands risques, les voies étant étroitement surveillées. Les faits ci-dessus se passaient dans la première quinzaine d'octobre 1943. Je rapporte ici les propos de Henri MARTIN : "Puisque les Allemands ne veulent pas faire la Relève, moi je la ferai".
J'ajoute que Henri MARTIN refusait toujours l'argent qui lui était offert par nous, aidant même à nous ravitailler en attendant de nous faire embarquer.

## Distinctions et hommages
- Chevalier de la Légion d'honneur[20],[21],[22], passeur (en 1949), sous-lieutenant (en 1959), à titre posthume. La citation à l'ordre de la Légion d'honneur indique :

Mr MARTIN Henri. Jeune patriote, modèle de courage et d'abnégation. Étant cantonnier à la S.N.C.F. fut déporté du S.T.0. en 1943 et détaché à la Reichsbahn. Dès lors, dans les conditions les plus difficiles, a consacré son activité à faciliter les évasions de prisonniers de guerre français en Allemagne. Avec l'aide de trois camarades, a fait évader plus de trois cent prisonniers. Arrêté de ce chef par les Allemands, torturé, a revendiqué pour lui seul la responsabilité des évasions, sauvant ainsi ses camarades. A été exécuté le 14 août 1944, faisant preuve jusqu'au bout du plus grand courage.
"Tombé en héros pour la Patrie"
(Cette) nomination(...) comporte(...) l'attribution de la CROIX DE GUERRE avec PALME.
Signé : le Président de la République, Vincent AURIOL
- : Croix de Guerre 1939-1945, avec Palme.
- : Médaille de la Résistance[23], à titre posthume.
- Passeur[24]. La citation au diplôme de Passeur indique[25] :

Monsieur Henri MARTIN à Moux, Aude, a fait partie de l'Armée des Soldats Sans Uniforme qui participèrent aux glorieux combats pour la Libération grâce à l'aide généreuse qu'il a apporté aux prisonniers, déportés, évadés français, ou combattants des Armées Alliées tombés au pouvoir de l'ennemi.
Délivré à Paris le 4 novembre 1948

Signé : Général DE GAULLE et Général DE LARMINAT, Président de la Commission des Passeurs.
- Mort pour la France.
- Mort en Déportation[26].
- Citation à l'ordre de la S.N.C.F.[27]

Le nom de Henri Martin est porté sur différentes plaques et monuments :
- Plaque en gare de Carcassonne à la mémoire des agents de la S.N.C.F. tués pour faits de guerre 1935-1945[28].
- Plaque en l’église Saint-André, « la paroisse de Moux à ses enfants morts pour la France »[29].
- Monument aux morts de Moux[30].
- L'avenue Henri-Martin de Moux porte son nom. Cette avenue longe le cimetière de Moux où une tombe porte les noms d'Henri Martin et de ses parents.

## Exécution d’autres cheminots français à la prison de Brandebourg-Görden
Il est à noter que onze jeunes français, travailleurs déportés, ont été exécutés de la même façon à la prison de Brandebourg-Görden, pour sabotage, le 13 septembre 1944, un mois après l'exécution d'Henri Martin. Une plaque commémorative leur est dédiée à la gare de Brandebourg.
Il s'agit de :

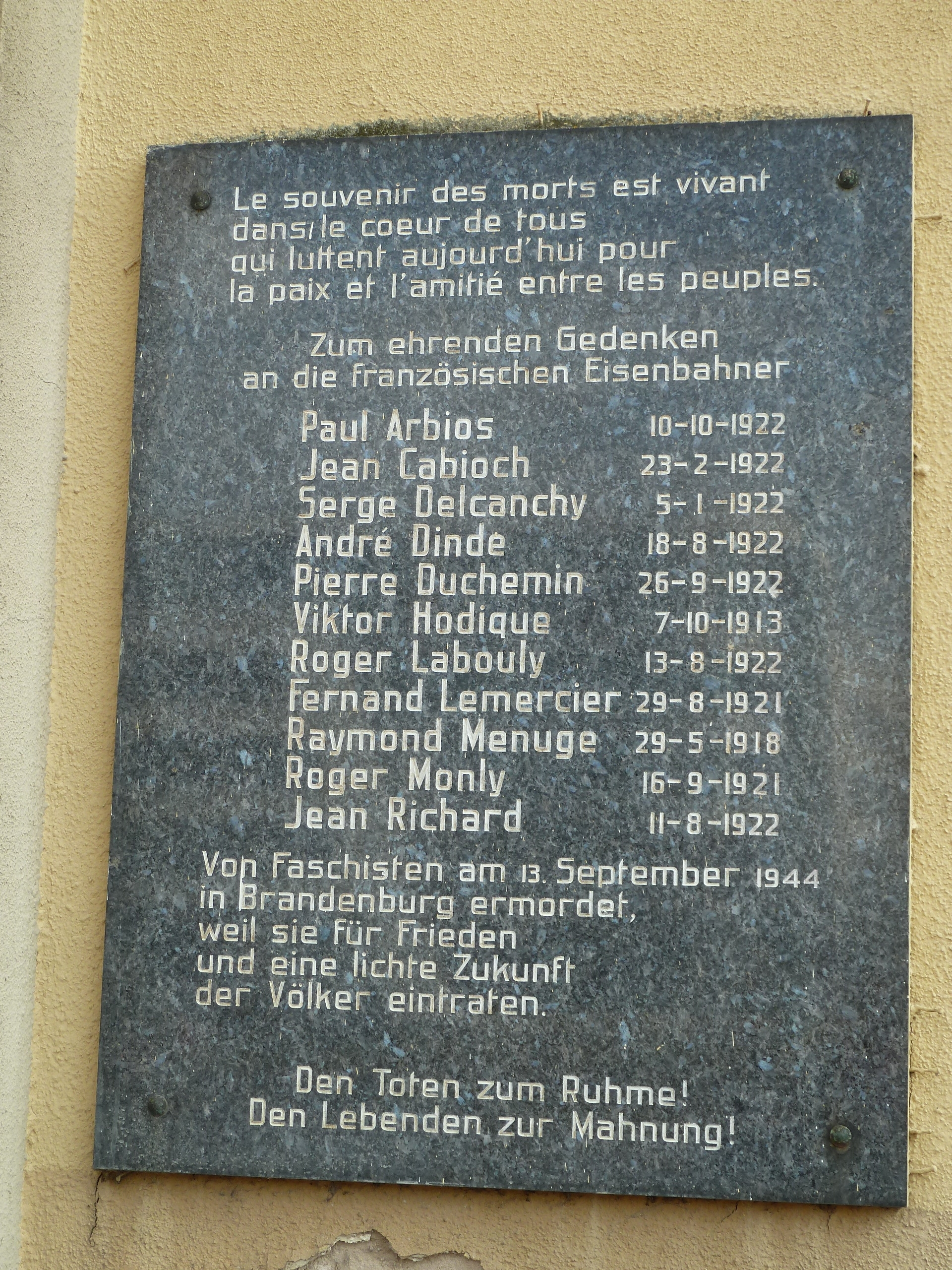
Plaque apposée sur la façade de la gare de Brandebourg-sur-la-Havel commémorant l'exécution par le régime Nazi de 11 travailleurs déportés français le 13 septembre 1944

- Paul Arbios, né le 10 octobre 1922 à Montmorency (Seine-et-Oise)
- Jean Cabioch, né le 23 février 1922 à Sanvic (Seine-Maritime)
- Serge Delcauchy, né le 5 janvier 1992 à Favières (Somme)
- André Dinde, né le 18 août 1922 à Hesdin (Pas-de-Calais)
- Pierre Duchemin, né le 26 septembre à Roye-sur-Matz (Oise) 1922
- Victor Hodique, né le 7 février 1913 à Condette (Pas-de-Calais) – erreur sur son mois de naissance sur la plaque ainsi que sur l'orthographe de son prénom
- Roger Labouly, né le 13 août 1922 à Choisy-le-Roi (Seine, maintenant Val-de-Marne)
- Fernand Lemercier, né le 29 août 1921 à Huby-Saint-Leu (Pas-de-Calais)
- Raymond Menuge, né le 29 mai 1918 à Rang-du-Fliers (Pas-de-Calais)
- Roger Mouly, né le 16 septembre 1921 à Monbalen (Lot-et-Garonne) - erreur sur son nom sur la plaque, Monly au lieu de Mouly
- Jean Richard, né le 11 août 1922 à Paris, 14e arrondissement.

Des fiches biographiques de chacun d'eux sont proposées sur le site Le Maitron. Noter que sur ce site le nom de Jean Cabioch est orthographié Cabioc'h.